# Mélanie Chasselon
Mélanie Chasselon, née le 2 septembre 1845 à Ligny-en-Barrois et morte le 30 mai 1923 dans la même commune, est une compositrice française.
Ses œuvres pour piano, de style romantique, sont publiées par les éditions Heugel à Paris. Son nocturne pour piano Abandon (publié en 1873) est resté dans la postérité[réf. nécessaire].
Mélanie Chasselon était aussi organiste et chef de chœur à l'église de sa commune.